# Coulobres
Coulobres is een gemeente in het Franse departement Hérault (regio Occitanie) en telt 229 inwoners (1999). De plaats maakt deel uit van het arrondissement Béziers.

## Geografie
De oppervlakte van Coulobres bedraagt 3,0 km², de bevolkingsdichtheid is 76,3 inwoners per km².
De onderstaande kaart toont de ligging van Coulobres met de belangrijkste infrastructuur en aangrenzende gemeenten.

## Demografie
Onderstaande figuur toont het verloop van het inwonertal (bron: INSEE-tellingen).